# Plieux
 Plieux  là một xã thuộc tỉnh Gers trong vùng Occitanie tây nam nước Pháp. Xã này có độ cao trung bình 187 mét trên mực nước biển.
Sông Auroue chảy theo hướng bắc qua phía tây thị trấn.